# 押使
押使（おうし/すべつかい）は、遣唐使において、使節団の規模が並外れて大きい場合、本来の指導者である大使の上に置かれ、使節団全体を統轄する官職。「押」は「惣（す）べる」という意味。

## 概要
『日本書紀』巻第二十五、孝徳天皇白雉5年（653年）2月には、
とある。玄理は過去に推古天皇16年（608年）に遣隋使留学生として大陸に渡っており 、大化2年（646年）には新羅に派遣され、任那の調の停止と新羅からの人質の交渉に成功しており 、それらの実績を評価されたのであろう。この時の遣唐大使は河辺麻呂で、玄理は唐に滞在中に亡くなっている。
『続日本紀』巻第七、元正天皇の霊亀2年8月（716年）には、
とある。県守は八色の姓最高位の真人姓を持ち、宣化天皇の血を引いている。なお、この時の遣唐副使は藤原宇合である。
日本の押使と直接的な関連はないと見られるが、『新唐書』巻第二百十九「北狄列伝」によれば当時の契丹には「押蕃落使」「押奚契丹使」などの官職がある。